# Manuela Roka Botey
Manuela Roka Botey est une femme d'État équatoguinéenne, Première ministre du 1er février 2023 au 17 août 2024.

## Biographie
Vice-doyenne de la Faculté des lettres et des sciences sociales de l’université nationale de Guinée équatoriale, elle est nommée ministre déléguée à l’Éducation nationale, à l’Enseignement universitaire et aux Sports en août 2020. Le 1er février 2023, le vice-président Teodoro Nguema Obiang Mangue annonce sa nomination au poste de Premier ministre, ce qui en fait une pionnière dans le pays,. Elle succède à Francisco Pascual Obama Asue, tandis que ses trois vice-Premiers ministres sont reconduits dans leurs fonctions par le président de la République.